# Vis (wyspa)

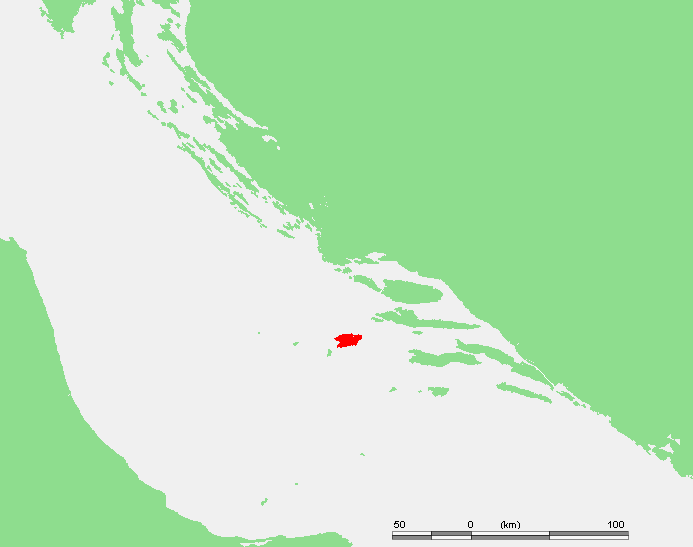
Schematyczna mapa wybrzeża Chorwacji z zaznaczoną wyspą Vis

Vis (gr. Issa, wł. Lissa) – dziewiąta co do wielkości chorwacka wyspa na Adriatyku, położona na południowy zachód od wyspy Hvar, na zachód od Korčuli i na północny zachód od wyspy Lastovo. Spośród wszystkich zamieszkanych wysp dalmatyńskich oddalona najbardziej, o ok. 45 km, od wybrzeża chorwackiego. Leży 50 km w linii prostej od Splitu i ok. 150 km od wybrzeża włoskiego. Od zakończenia II wojny światowej do rozpadu Jugosławii niedostępna dla obcokrajowców, wciąż jest rzadziej odwiedzana przez zagranicznych turystów niż pozostałe wyspy na Adriatyku.
Pochodzenie nazwy wyspy nie jest pewne. Grecka Ισσα prawdopodobnie pochodzi od isos (równy), natomiast słowiańska Vis powstała albo jako przekształcenie greckiej, albo od chorwackiego više (ponad) lub visok (wysoko). Włoska Lissa to połączenie przedimka określonego la przed samogłoską (la przechodzi w l') i greckiej nazwy Issa. Nazwa drugiego co do wielkości miasta wyspy, Komiža, również pochodzi od greckiej nazwy wyspy – powstała z zesłowiańszczonego połączenia łacińskiego cum lub włoskiego come i Issa (Comisa).

## Geografia

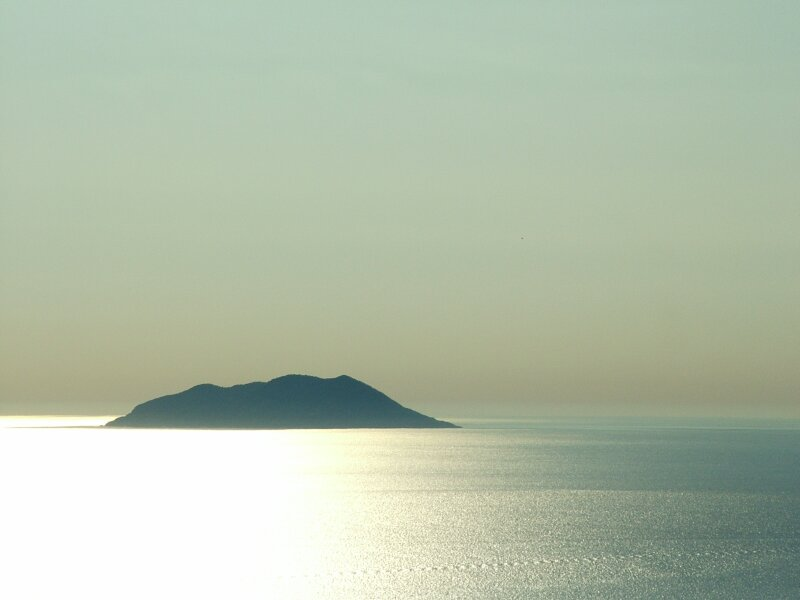
Jedna z wysp archipelagu Viskiego, sv. Andrija, widziana z okolic Komižy

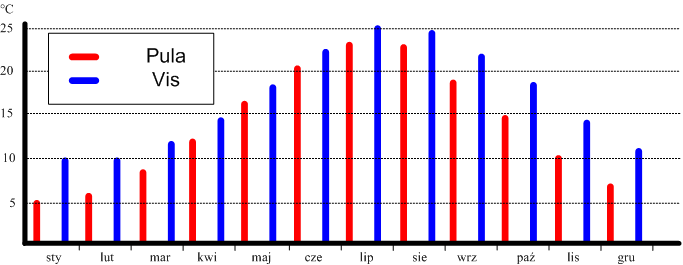
Średnie temperatury miesięczne, porównanie dla wyspy Vis i miasta Pula

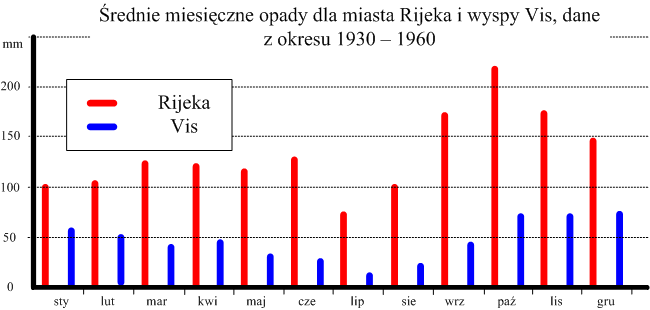
Średnie opady miesięczne, porównanie dla wyspy Vis i miasta Rijeka, dane z okresu 1931–1960

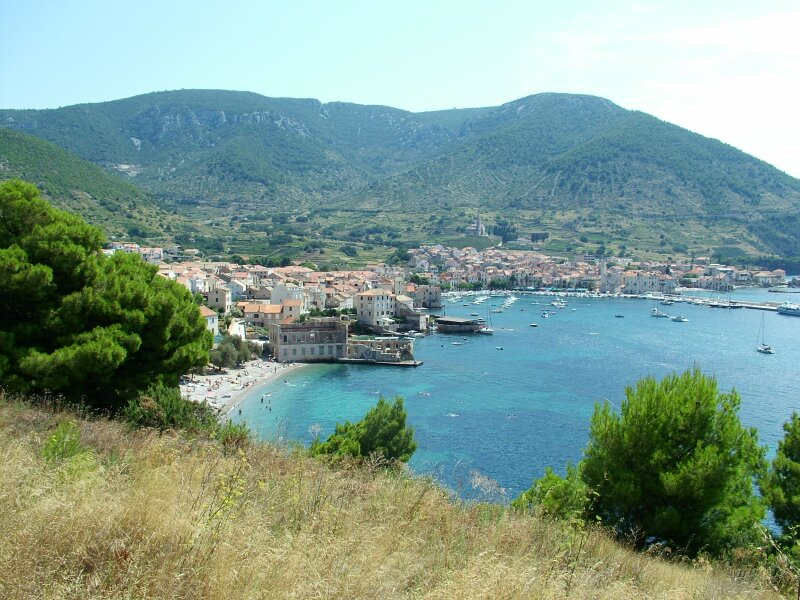
Port Komiža na Vis, drugie co do wielkości miasto wyspy, w tle Hum

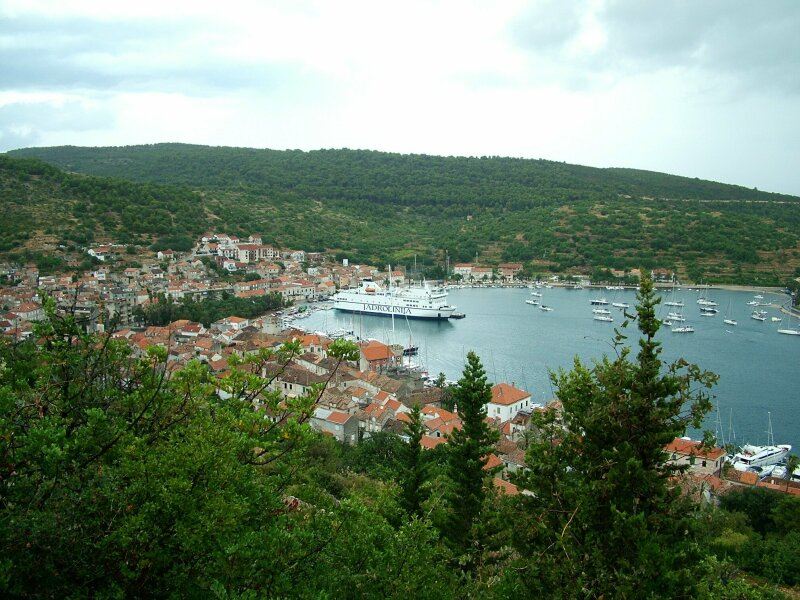
Port Vis, największe miasto wyspy

Powierzchnia wyspy wynosi 89,72 km²; długość 17 km; szerokość do 8 km, a linia brzegowa 84,91 km. Najwyższe wzniesienie to Hum (587 m n.p.m.), którego wierzchołek jest zamknięty dla turystów ze względu na instalacje telekomunikacyjne. Vis jest oddzielony od wyspy Hvar kanałem Viškim, a od pobliskiej, oddalonej o 4,2 km wyspy Biševo – kanałem Biševskim. Pobliskie, w większości bezludne wyspy Biševo, Sv. Andrija, Budikovac (Budihovac), Jabuka, Brusnik, Veli i Mali Barjak, Ravnik, Veli i Mali Parzanj, są często łączone z Visem w archipelag Viski o powierzchni 193 km² (wliczając Vis). Jabuka i Brusnik to jedyne wyspy pochodzenia wyłącznie wulkanicznego spośród wszystkich 1185 wysp Chorwacji.

### Klimat
Wyspa ma łagodny klimat śródziemnomorski. W lipcu średnia temperatura wynosi +24 °C, a w styczniu +8,8 °C i jest o 2 °C niższa w lecie i o 2 °C wyższa w zimie niż w oddalonym o 50 km Splicie. Średnia roczna temperatura powietrza to +16,5 °C. Wiejące tutaj zimą wiatry bora często powodują problemy w połączeniach promowych. Średnie opady wynoszą 557 mm rocznie, przy czym na lato przypada tylko 40 mm.

### Budowa geologiczna
Vis powstał około 30 tys. lat temu. Skały, z których jest zbudowany, pochodzą głównie z ery mezozoicznej oraz paleogenu. Dominują wapienie i dolomity z okresu jury i kredy, dzięki czemu jest tutaj kilka jaskiń, charakterystycznych dla tego typu skał: Krajlična, Titova (miejsce schronienia Josipa Broz Tito w czasie II wojny światowej) oraz Zelena i słynna Błękitna jaskinia na pobliskich wyspach Ravnik i Biševo. Przeważa krawędziowa rzeźba terenu, w centralnej części wyspy są niewielkie obszary równinne.
Część zachodnia wyspy jest znacznie wyższa: trzy szczyty przekraczają 500 m n.p.m. Są to: Hum, Orlovica (566 m n.p.m.) i Mali Hum (514 m n.p.m.). Dominuje wybrzeże klifowe, ale jest tutaj też kilkanaście plaż i dwie duże zatoki: sv. Juraja na północny i Komiža na zachodnim wybrzeżu. Wyspa była kiedyś połączona z kontynentem, o czym świadczą znajdywane na niej szkielety zwierząt nie występujących na wyspach dalmatyńskich. Na wyspie jest niewiele źródeł wody pitnej i znajdują się one głównie w okolicach miasta Komiža (źródła Kamenica, Pizdica i inne). Nie ma tutaj rzek ani jezior, w rejonie góry Manjigor (401 m n.p.m.) jest tylko kilka okresowych strumieni.

### Populacja
Vis jest podzielony na dwie jednostki administracyjne, Komiža i Vis.
Na wyspie jest kilkanaście miejscowości, zamieszkanych przez około 3700 mieszkańców. W dwóch największych miastach, Vis i Komiža, mieszka odpowiednio 1776 i 1523 osób (2001 r.). Pozostałe miejscowości na wyspie, w porządku alfabetycznym, to (w nawiasach podano liczbę mieszkańców):
- Miasto Komiža (1677)
  - Borovik (15)
  - Duboka (6)
  - Oključna (5)
  - Podhumlje (40)
  - Podšpilje (14)
  - Žena Glava (54)
  - Wyspy należące administracyjnie do miasta Komiža:
    - Biševo (19)
    - Palagruža, w spisie ludności z 2001 r. oznaczona jako bezludna, chociaż mieszka tutaj na stałe latarnik (0)
    - Sveti Andrija (1)
- Miasto Vis (1960)
  - Dračevo Polje (8)
  - Marinje Zemlje (35)
  - Milna (19)
  - Plisko Polje (21)
  - Podselje (23)
  - Podstražje (23)
  - Rogačić, na niektórych mapach Rogačica (8)

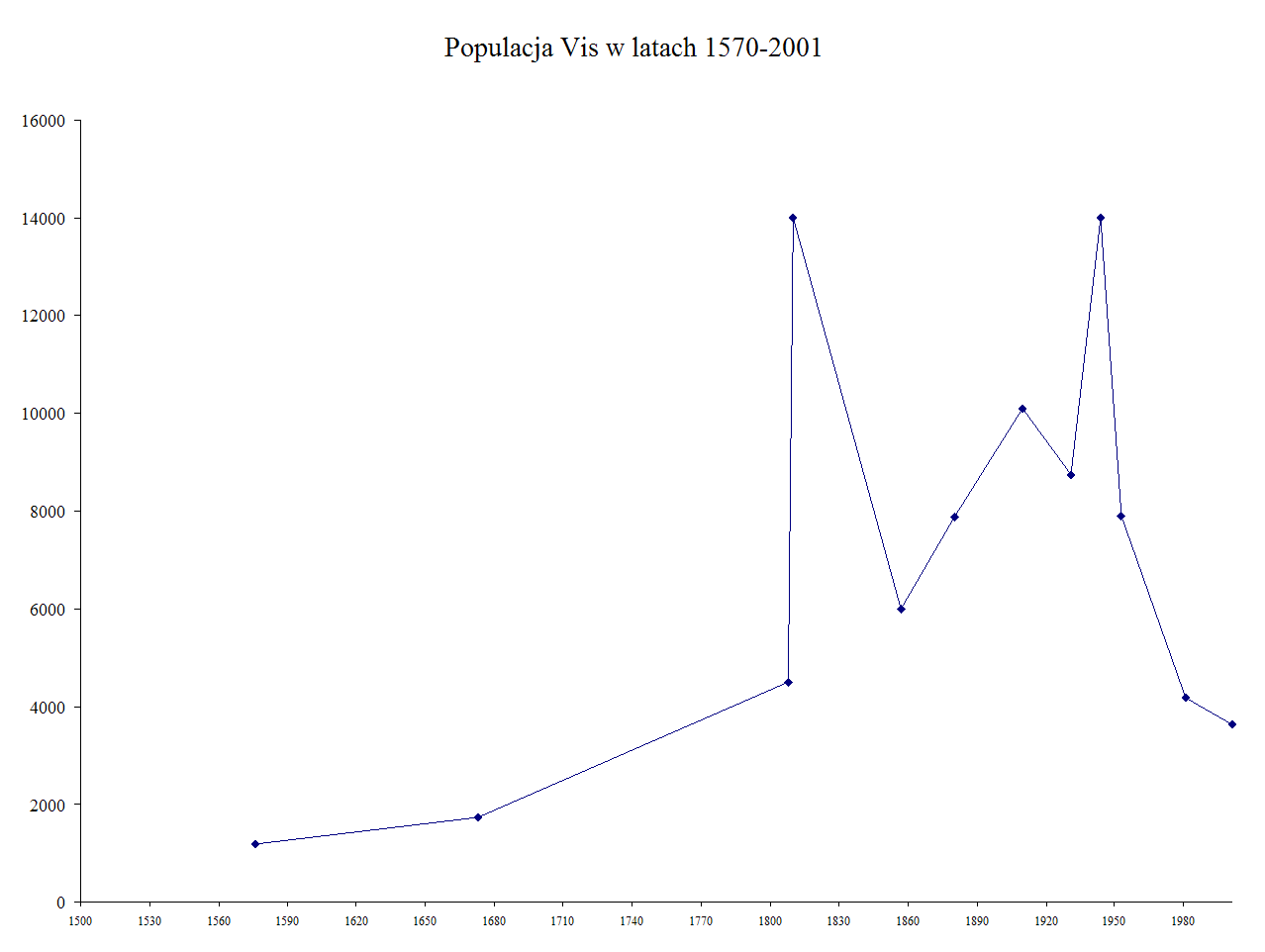
Populacja wyspy w latach 1570–2001

  - Rukavac (47)

| Statystyki demograficzne (2001) |                                    |
| Liczba ludności                 | 3637                               |
| Współczynnik urbanizacji        | 90,07% (2001)                      |
| Ludność według wieku            |                                    |
| 0–14 lat                        | 14% (mężczyzn 253; kobiet 256)     |
| 15–64 lat                       | 60,8% (mężczyzn 1135; kobiet 1079) |
| ponad 64 lata                   | 25,1% (mężczyzn 357; kobiet 557)   |
| Średni wiek                     |                                    |
| W całej populacji               | 44,1 lat                           |
| Mężczyzn                        | 42,1 lat                           |
| Kobiet                          | 46 lat                             |
| Współczynnik migracji           | 455 migrantów/1000 mieszkańców     |
| Ludność według płci             |                                    |
| poniżej 15 lat                  | 0,988 mężczyzn/kobiet              |
| 15–64 lat                       | 1,052 mężczyzn/kobiet              |
| powyżej 64 lat                  | 0,641 mężczyzn/kobiet              |
| w całej populacji               | 0,922 mężczyzn/kobiet              |
| Rozrodczość                     | 1,52 urodzeń/kobietę               |

## Fauna i flora

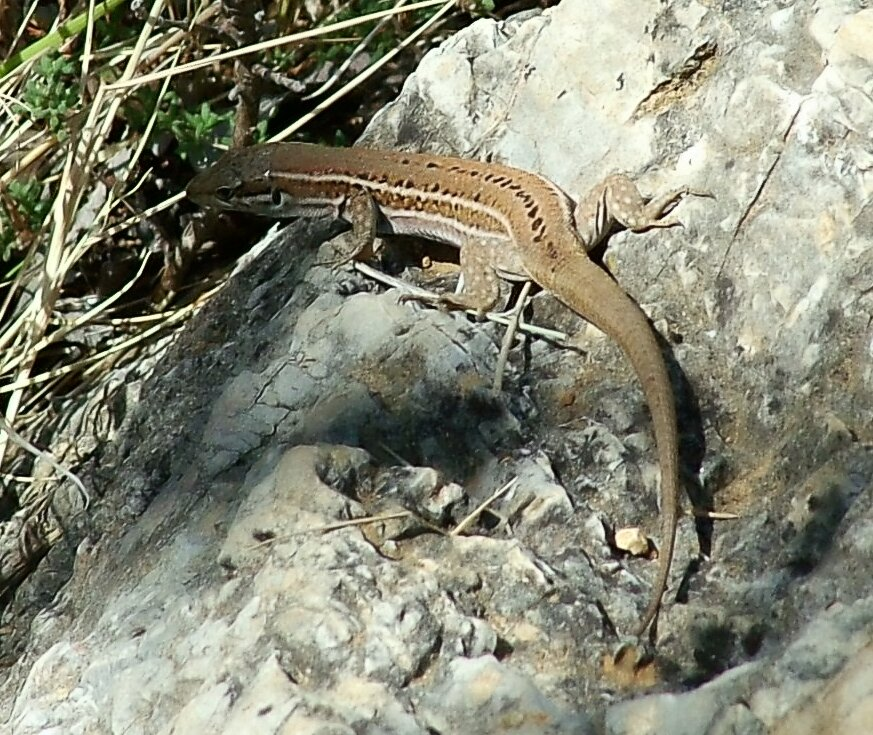
Jaszczurka Podarcis melisellensis (chorw. kraška kuščarica), dość popularna i łatwa do rozpoznania po poziomych pasach na grzbiecie

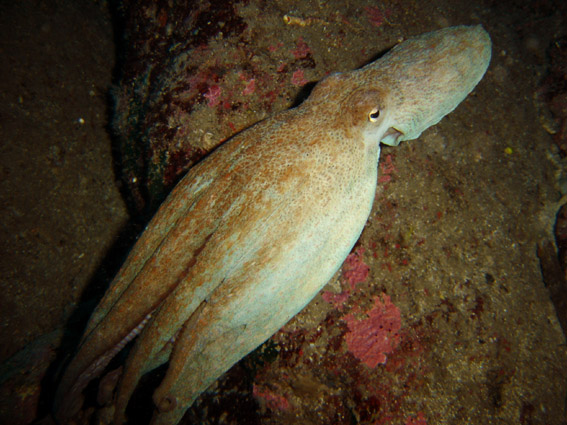
Ośmiornica zwyczajna (chorw. obična hobotnica), występująca dość powszechnie w wodach otaczających Vis

### Fauna
Na wyspie żyje niewiele gatunków dzikich zwierząt i są to przede wszystkim bażanty (Phasianus colchicus), jeże (Erinaceidae), zające, cykady, różne pajęczaki (w tym pająki i zaleszczotki), jaszczurki: jaszczurka ostropyska (Lacerta oxycephala) i popularniejsza murówka adriatycka (Podarcis melisellensis) – ta druga ma podłużne pasy na grzbiecie i dochodzący do 2 m długości wąż czteropasiasty (zw. również czteropręgim i stepowym, Elaphe quatuorlineata, chorw. četveroprugi kravosas), który nie jest jadowity i jest pod ochroną. Na wyspie Vis odkryto również po raz pierwszy w Chorwacji ślimaka Pholeoteras euthrix.
W przeciwieństwie do lądu, wody dookoła wyspy obfitują w różnorodne gatunki i są to przede wszystkim:
- wiele gatunków ryb[13], m.in.
  - mureny (Muraena)
  - belony (Belone belone)
  - barrakudy (Sphyraena sphyraena)
  - skorpena pospolita lub czerwona (Scorpaena scrofa, chorw. skrpina)
  - żabinice (Lophius piscatorius)
  - wargacz tęczowy (Coris julis, chorw. knez), bardzo popularny i łatwy do złowienia z brzegu
  - ryby z rodziny prażmowatych, np. Puntazzo puntazzo (chorw. pic)[14], morlesz (kielec, Dentex dentex, chorw. zubatac)
- kraby
  - krab pająkowy (Maja crispata)
  - krab pustelnik (Dardanus arrosor), można go znaleźć w każdej pozornie pustej muszli
  - chroniony krab czerwony[15] (Paractaea monodi)
  - rzadki krab jaskiniowy (Paragalene longicrura)
- delfin butlonosy (Tursiops truncatus, chorw. dobri dupin)
- różne gatunki mięczaków, m.in.
  - ośmiornice (Octopus vulgaris, chorw. hobotnica), której mięso dość łatwo dostać na wyspie; łatwa tutaj do złowienia dla doświadczonego nurka

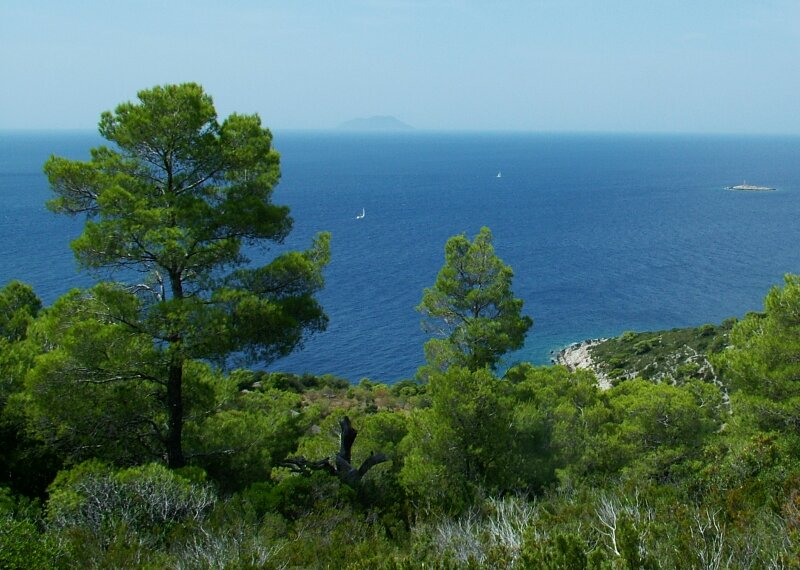
Sosna alepska (po lewej) w pobliżu zatoki Perna, w tle wyspa sv. Andrija, po prawej – wyspa Barjak Mali z latarnią morską

  - kałamarnice
  - małże

### Flora
Ze względu na swoją charakterystykę geomorfologiczną, wyspa Vis jest dość bogata w różne gatunki roślin. Naturalna roślinność na wyspie to przede wszystkim dominujący dawniej dąb ostrolistny (Quercus ilex), najbardziej powszechna obecnie sosna alepska (Pinus halepensis), występująca tutaj w formacji garig i rzadziej jako makia, sosna pinia, jałowiec (Juniperus phoenicea), wawrzyn szlachetny, kapary, wrzos, wiele gatunków storczykowatych (storczyk purpurowy, buławnik mieczolistny, koślaczek stożkowaty, Ophrys bertoloniiformis, O. lacaitae, O. bombyliflora, O. spiralis, O. incubacea, O. sicula, Serapias parviflora, O. bertolonii i Orchis italica), zanokcica, szarłat, pistacja kleista (Pistacia lentiscus L.), ruta zwyczajna, dziko rosnący rozmaryn, lawenda, oleander, szarańczyn strąkowy, szałwia dalmatyńska, agawy (agawa amerykańska i jukka słoniostopa), aloes i inne.
W wodach otaczających wyspę można odnaleźć przede wszystkim krasnorosty, brunatnice i zielenice.

## Historia

### Czasy prehistoryczne i starożytne
Vis jest zamieszkany od czasów neolitu, od około III tysiąclecia p.n.e. W II tysiącleciu, w epoce żelaza, na wyspę przybyli Liburnianie z ludu Ilirów. Między 1100 p.n.e. a 750 p.n.e. wybudowali fortyfikacje obronne na wzniesieniach na wyspie, a między VI a V w. p.n.e. stworzyli tutaj pierwsze iliryjskie państwo na Adriatyku. W 397 r. p.n.e. Dionizjos I Starszy z Syrakuz nakazał zbudować na wyspie kolonię nazwaną Issa, pierwszą grecką kolonię w tej części Adriatyku i jednocześnie najstarsze miasto Dalmacji.
Po śmierci Dionizjosa, między IV a I w. p.n.e. Issa była niezależnym miastem-państwem, utrzymującym między innymi własną mennicę. W czasie tego okresu na wyspie bito monety z brązu, na których można znaleźć inskrypcje Ionia (Ioniusa) i rysunek głowy, których znaczenie trudno jednak ustalić. Grecy z Issy założyli w tym czasie również kolonie Korčula, Trogir, Stobrec i Solin. W trzecim stuleciu p.n.e. wszystkie greckie kolonie w tym rejonie, poza Issą, podlegały królestwu Ilirów.
Około 230 r. p.n.e. Agron, król Ilirów, wypowiedział Grekom wojnę – Issa została zaatakowana przez niezdyscyplinowaną flotę iliryjską, złożoną głównie z okrętów pirackich. Grecy z Issy zwrócili się z prośbą o odsiecz do Rzymian. W czasie oblężenia wyspy król Agron zmarł i pozostawił na tronie królową Teutę. Nieświadomi zmiany władcy Rzymianie wysłali do Ilirów posłów – dwóch senatorów, którzy, zmuszeni do rozmów z kobietą, odebrali to jako zniewagę. Ponadto, jeden z senatorów, Coruncanius, został zabity, co Senat rzymski odebrał jako kolejną zniewagę.
Rzymianie wypowiedzieli Ilirom wojnę i wysłali na Adriatyk około 200 statków z 20 tys. legionistów i 200 jeźdźców pod dowództwem Gnaeusa Fulviusa i Luciusa Postumiusa Albinusa. Królowa Teuta powierzyła obronę pierwszej z wysp iliryjskich, Hvaru, swojemu zaufanemu, Demetriusowi (Demetrius z Pharos), który poddał się natychmiast po przybyciu Rzymian. Ilirowie zostali zmuszeni do podpisania upokarzającego pokoju i płacenia kontrybucji, a Rzymianie zdobyli prawo do kontroli polityki i decyzji podejmowanych przez królową Teutę.
Między 200 a 170 r. p.n.e. Issa wciąż była nękana przez ataki ze strony Ilirów, rządzonych w tym czasie przez Gentiosa (syna Pleuratosa II). W 172 p.n.e. mieszkańcy Issy wysłali posłów do Senatu Republiki, którzy oskarżyli Gentiosa o szpiegowanie na rzecz Macedonii i o podburzanie ludów Dalmacji do wojny. Rzymianie wypowiedzieli Ilirom kolejną wojnę, którą łatwo wygrali. Jednym z jej rezultatów było przyznanie Issie prawa do ochrony ze strony Imperium. Pomimo tego, w 158 p.n.e. kolonie Issy na wybrzeżu dalmatyńskim zostały ponownie zaatakowane przez Ilirów. Rzymianie okazali cierpliwość i przed wypowiedzeniem wojny Ilirom wysłali kolejne poselstwo pod dowództwem powszechnie szanowanego konsula Fanniusa Strabo, który miał podjąć próbę wypracowania porozumienia między zwaśnionymi stronami. Ilirowie obrazili posła, twierdząc, że nie powinien się interesować problemami wschodniego Adriatyku. Sprowokowało to kolejną wojnę, a następnie przekształcenie Ilirii w prowincję rzymską.

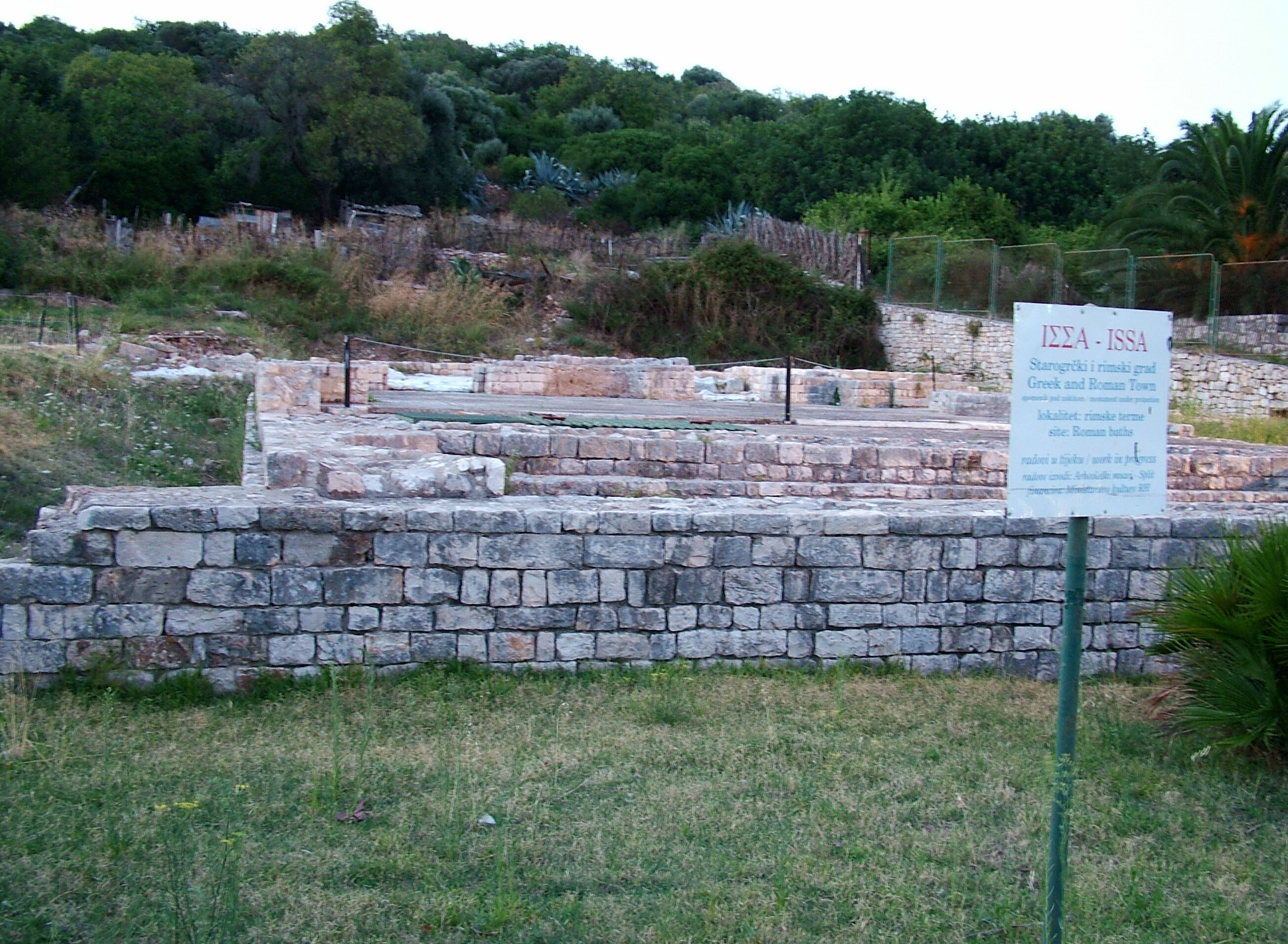
Ruiny rzymskich łaźni w mieście Vis

W 59 r. p.n.e. Iliria została powierzona na okres 5 lat Cezarowi, który miał w Issie swojego przedstawiciela, Numeriusa Rufusa. 3 marca 56 p.n.e. Cezar przyjął poselstwo z Issy i zatwierdził jej przywileje.
Issa utrzymywała przyjazne kontakty z Imperium Rzymskim od około 331 r. p.n.e. W 47 r. p.n.e. dobre stosunki z Rzymianami zostały gwałtownie przerwane, gdy w konflikcie między Gajuszem Juliuszem Cezarem a Pompejuszem, Issa poparła tego ostatniego. Po tej niefortunnej decyzji wyspa została przekształcona w rzymskie municipium.
Jej sytuacja polityczna stała się jeszcze bardziej problematyczna, gdy po przegranej rewolcie przeciwko cesarzowi Klaudiuszowi schronił się tutaj Lucius Arruntius Camillus Scribonianus, eks-gubernator Ilirii (Dalmacji). Zdarzenia te jednak nie zatrzymały dalszego rozwoju wyspy jako najważniejszego portu handlowego na Adriatyku. Przez następne kilka wieków Issa nie musiała obawiać się najeźdźców, chociaż pobliskie wybrzeże dalmatyńskie pozostawało w stanie permanentnej wojny. Upadek Issy nastąpił dopiero wraz z upadkiem Imperium Rzymskiego, w V wieku. Wyspy dalmatyńskie stały się na następne 5 wieków własnością Bizancjum, które jednak nie przywiązywało większej wagi do tego terytorium.
W okresie największego rozkwitu w Issie mieszkało prawdopodobnie około 12 000–14 000 mieszkańców.

### Średniowiecze
Między VII a VIII wiekiem na wyspę przybyli Chorwaci, którzy wchłonęli lub wybili potomków Ilirów, Greków i Rzymian. Mniej więcej w tym okresie nazwa wyspy została zmieniona na obecną, ponieważ jest już ona wymieniona w De Administrando Imperio (O zarządzaniu państwem) Konstantyna VII Porfirogenety z X wieku. W 840 r. jedenasty doża Wenecji, Pietro Tradonico, poprowadził wyprawę morską przeciwko mieszkańcom Visu i wysp wokół Visu, aby pozbyć się zagrożenia ze strony słowiańskich piratów nękających weneckie statki handlowe.
W 879 r. władcą Chorwacji został Branimir, popierany przez Kościół rzymski. Branimir wprowadził myto i podatki za handel na Adriatyku, co wywołało wojnę z Wenecją. Pietro I Candiano, XVI doża Wenecji, ponownie spróbował rozwiązać problemy na Adriatyku i przegrał bitwę w okolicy Makarskiej 18 września 887, w której stracił również życie. Wenecjanie zostali zmuszeni do płacenia myta za żeglugę przez Adriatyk. W tym okresie wyspy dalmatyńskie (w tym Vis) wciąż stanowiły własność Bizancjum, a do Chorwacji należało wyłącznie wybrzeże Adriatyku, nawet podczas panowania króla Tomisława, wybitnego stratega i dowódcy wojskowego.
W 976 r. doża Pietro I Orseolo zaprzestał płacenia myta i wysłał 6 okrętów, aby ostatecznie rozwiązać problem piratów. Statki zaatakowały Vis i zniszczyły częściowo porty na wyspie, uprowadzając część mieszkańców jako niewolników. W 997 r. Wenecjanie znów zaatakowali Vis i zrównali z ziemią miejscowości na wyspie, uprowadzając tym razem prawie wszystkich mieszkańców. Pozostali zbudowali bezpieczniejsze, położone w głębi wyspy miejscowości Velo Selo i Dol. 9 maja 1000 r. Pietro II Orseolo wysłał kolejną wyprawę przeciwko piratom, która jednak nie napotkała oporu i została przyjęta z honorami na wszystkich wyspach, poza Korčulą i Lastovo, które spotkało to samo, co Vis 3 lata wcześniej. Ekspedycja ta zapoczątkowała zmiany przynależności wysp dalmatyńskich, które na następne 800 lat stopniowo stały się własnością Wenecji. W 1147 Wenecjanie opanowali Hvar i aby umocnić swoje panowanie w regionie, założyli w mieście Stari Grad diecezję, podlegającą arcybiskupowi w Zadarze, podbitemu w 1111 r. Diecezja obejmowała między innymi wyspę Vis.
W 850 benedyktyni zbudowali na pobliskiej wyspie Biševo klasztor. 10 marca 1177 r. Vis odwiedził papież Aleksander III. Zdarzenie to prawdopodobnie zapoczątkowało budowę kościoła św. Mikołaja (Sv. Nikola) i klasztoru benedyktynów w Komižy (założonej około 1000 r.). Benedyktyni ostatecznie przenieśli się tutaj z Biševa w 1200, ze względu na problemy z piratami z miasta Omiš i brak słodkiej wody. Obecnie kościół św. Mikołaja jest jednym z najważniejszych zabytków na wyspie.

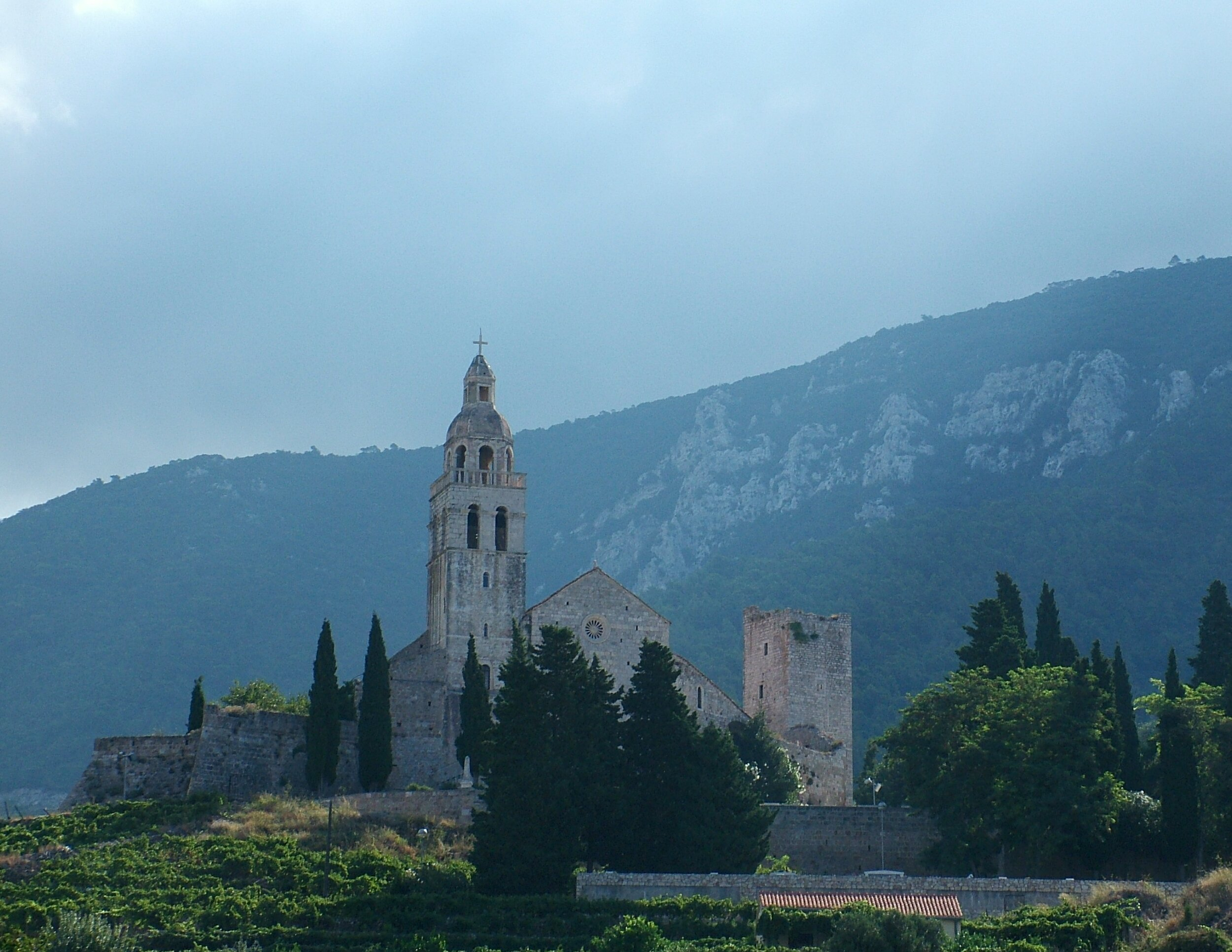
Kościół św. Mikołaja w Komižy

W 1278 r. Vis i jego mieszkańcy stali się poddanymi szlachty z Hvaru. W 1358 r. Wenecja na 50 lat utraciła całe terytorium na rzecz królestwa Węgiersko-Chorwackiego i mieszkańcy Visu odzyskali niezależność. Wenecja odzyskała Dalmację ponownie w 1409 za sumę 100 000 dukatów od Władysława Andegaweńskiego z Neapolu, tytularnego król Węgier.

### Czasy nowożytne
W 1483 neapolitańsko-aragońska flota króla Ferdynanda II spustoszyła wyspę i zniszczyła Velo Selo, po czym ludność ponownie przeniosła się w okolice starej Issy, do Portu św. Jerzego. Założone zostały wtedy dwie nowe osady, Luka i Kut, które w 1579 r., po wybudowaniu kościoła Gospe od Spilica (Matki Bożej z Groty), zostały połączone w miasto Vis.
W 1515 mieszkańcy Komižy poprosili biskupa Hvaru o pozwolenie na budowę kościoła Matki Boskiej, nazwanego później kościołem Matki Boskiej Pirackiej.

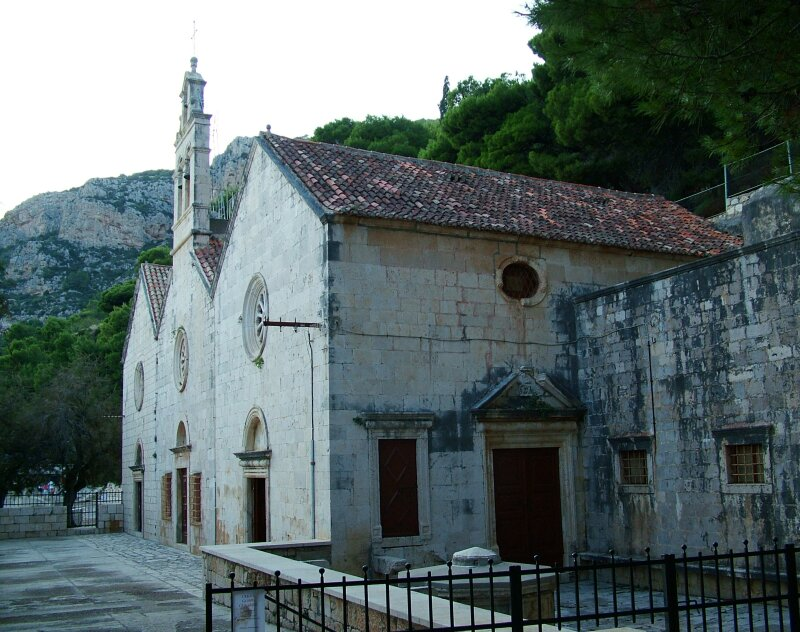
Kościół Matki Boskiej Pirackiej (Gusarica) w Komižy

W 1571 wyspa została splądrowana przez Turków, pokonanych tego roku w bitwie pod Lepanto. Z 1579 pochodzą pierwsze rejestry dotyczące właścicieli statków rybackich na Visie, dokonujących połowów w rejonie Palagružy. W roku 1593 liczba właścicieli statków na wyspie wzrosła trzykrotnie, a zapiski z roku 1597 mówią również o pierwszych szkutnikach na wyspie. Na przełomie XVII i XVIII wieku na wyspie mieszkał chorwacki pisarz epoki baroku i biskup Andrija Vitaljić, m.in. autor psałterza.
W 1797, po traktacie w Campo Formio, Vis dostał się pod władanie Austrii, po czym w 1802 został przejęty przez Francję. Wkrótce potem Napoleon Bonaparte wprowadził w życie „plan kontynentalny”, polegający na zamknięciu dla Brytyjczyków portów handlowych w Europie. W 1806 Brytyjczycy wysłali 26 okrętów wojennych na Adriatyk, żeby odbić Vis z rąk Francuzów, co zostało zrealizowane 2 października 1806. Brytyjczycy stopniowo uczynili z wyspy centrum przemytu na Adriatyku i schronienie dla piratów, przez co liczba mieszkańców gwałtownie wzrosła do 14 tys. W odpowiedzi, pod nieobecność floty brytyjskiej, 10 października 1810 Francuzi i Wenecjanie pod dowództwem admirała Bernarda Dubourdieu zaatakowali port św. Jerzego na Vis i spalili 12 (wersja brytyjska) lub 60 (wersja francuska) statków handlowych. Zagrożeni przez powracająca flotę brytyjską, Francuzi wycofali się do Ankony. Wszyscy mieszkańcy, pod dowództwem miczmanów Jamesa Lew i Roberta Kingstona, schronili się z zapasami w górach i przeczekali trwający ok. 7 godzin atak.
13 marca 1811 r. admirał Dubourdieu, dowodząc 11 okrętami (6 fregat, bryg-korweta, szkuner, 2 kanonierki i szebeka – razem około 280 dział, 2500 marynarzy i żołnierzy) próbował powtórzyć sukces, ale tym razem mała flota angielska (4 fregaty, w tym jedna lekka, 124 działa i około 880 marynarzy i żołnierzy) pod dowództwem kapitana Williama Hoste była na miejscu. W rezultacie Francuzi stracili admirała, połowę okrętów i co najmniej 470 (700) zabitych, pojmanych i rannych i wycofali się na Hvar. Brytyjskie straty to 45 zabitych i 145 rannych. Bitwa ta stanowiła rzadki przykład walki na morzu, w której fregaty pełniły rolę okrętów liniowych.
Wkrótce potem, 11 kwietnia 1811, gubernatorem wyspy został mianowany sir George Duncan Robertson, który rozpoczął budowę fortecy. W tym czasie na wyspie służyło między 800 a 1400 żołnierzy – Brytyjczyków, Włochów, Korsykan, Szwajcarów i Chorwatów.
Po kongresie wiedeńskim w 1815 r. Vis został ponownie przejęty przez Austrię. Austriacy kontynuowali prace fortyfikacyjne Brytyjczyków i zbudowali między innymi fort nazwany później Madonna-Batterie (chorw. Gospina batarija, wł. Batteria della Madonna), najważniejszą fortyfikację na wyspie. W lipcu 1866 r. fortyfikacje na wyspie okazały się przydatne – wyspa została zaatakowana przez flotę włoską pod dowództwem admirała Carlo Pellion di Persano. Włosi nie przerwali jednak kabla telegrafu łączącego Vis z Pulą, i Vis zdołał wezwać na pomoc flotę austriacką. 18 lipca Włosi próbowali bombardować trzy punkty na wybrzeżu: Komižę, Milnę i Vis. Bombardowanie fortów w Komižy i Milnej okazało się bezsensowne, ponieważ były one położone zbyt wysoko dla słabych wtedy jeszcze dział na okrętach wojennych. Bombardowanie Visu 18 i 19 lipca przyniosło straty po obu stronach. 20 lipca w okolice Visu dotarła flota austriacka pod dowództwem kadm. Tegetthoffa, która nawiązała walkę z silniejszą flotą włoską. Na skutek poważnych błędów w dowodzeniu Włosi przegrali bitwę, nazwaną bitwą pod Lissą, a admirał Persano został później zdegradowany.
W 1873 ze względu na zmianę polityki CK Monarchii, fortyfikacje na Vis zostały rozebrane i rozbrojone. Część budynków została odsprzedana mieszkańcom wyspy. Dwukrotnie wyspę odwiedzali Habsburgowie: Franciszek Józef I w 1874 oraz arcyksiążę Franciszek Ferdynand w 1906.
Działania w trakcie I wojny światowej w zasadzie ominęły Vis, jeśli nie liczyć zniszczenia łączy telegrafu i latarni morskich przez flotę francuską w pierwszym okresie wojny, czy zatopienia włoskiego okrętu przez austriackie torpedowce w 1916 na północ od wyspy. Vis i inne wyspy Dalmacji na mocy deklaracji z Korfu przypadły królestwu SHS, ale wkrótce po wojnie został zajęty przez wojska włoskie. Na mocy Traktatu z Rapallo z 1920, pod naciskiem USA Włosi zwrócili Vis.
Spis ludności z 1931 r. wykazał, że na Visie mieszkało wtedy w 2 obszarach administracyjnych, 23 miasteczkach i wioskach 8746 osób. W samej Komižy było 5 szkół podstawowych, 2 szkoły ponadpodstawowe i 3 biblioteki.
W tym okresie wyspa była zamieszkana w większości przez ludność identyfikującą się z narodem chorwackim. Złe stosunki między Chorwatami i Serbami w latach poprzedzających II wojnę światową i ekonomiczna dyskryminacja Chorwatów w królestwie SHS, miały również wpływ na wydarzenia na wyspie. W latach 30. XX w. kilku mieszkańców wyspy zostało uwięzionych za „zbrodnie polityczne” przeciwko królestwu.

#### II wojna światowa

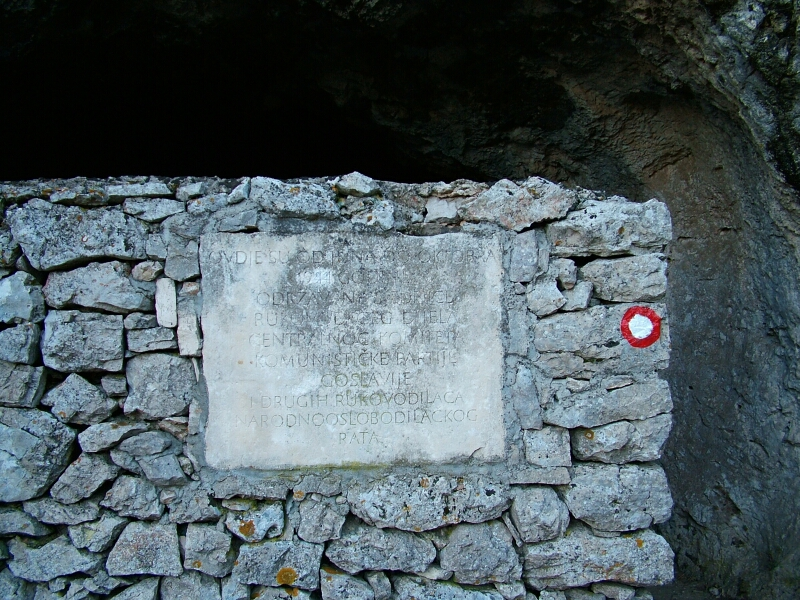
Tablica upamiętniająca walki partyzantów, w miejscu bazy z 1944 r. Znajduje się przy oznakowanym szlaku turystycznym, odchodzącym od drogi na Hum

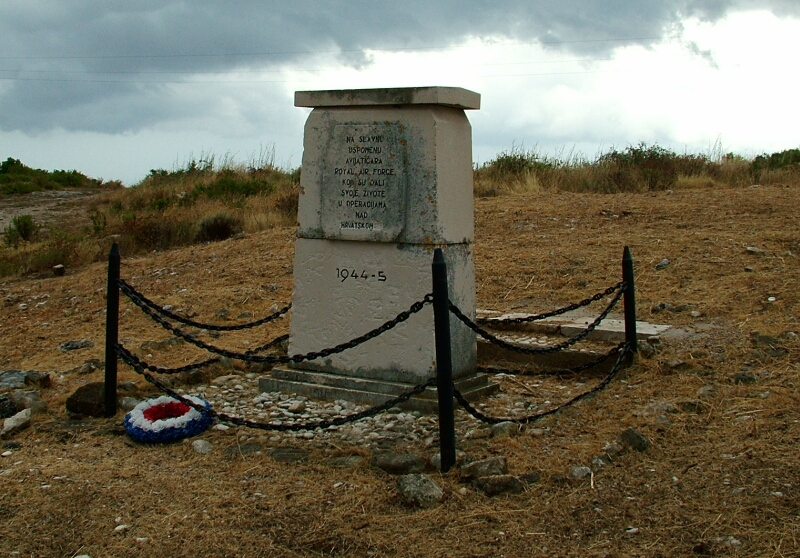
Pomnik lotników RAF, którzy zginęli nad Chorwacją w latach 1944–1945. Znajduje się na wzniesieniu przy drodze 117, nad miastem Vis, w okolicy Podselje

W pod koniec lat 30. XX w. i na początku lat 40. partia komunistyczna miała już bardzo silne poparcie wśród miejscowej ludności. W 1942 aresztowano i skazano tutaj dwóch lokalnych przywódców partii, doktora Ante Fiamengo i Vinko Sonjarę.
W kwietniu 1941 Vis został zajęty przez wojska włoskie, które raczej dobrze traktowały mieszkańców wyspy. Pomimo tego w 1941 miejscowi komuniści zdecydowali się na powstanie przeciwko wojskom okupacyjnym. Ich broń stanowiło około 100 karabinów i 2 ckm-y. Po zdobyciu posterunku policji na wyspie uzbrojenie partyzantów uległo nieznacznej poprawie, ale i tak nie mieli szans przeciwko armii włoskiej. Swoimi akcjami sprowokowali Włochów do represji wobec miejscowej ludności. Jeszcze w 1941 na wyspie w czasie próby ucieczki zginął pierwszy partyzant. Pod koniec 1941 komuniści zorganizowali manifestację, domagającą się wycofania wojsk włoskich, podczas której aresztowano 16 osób, osadzonych później w więzieniu w Wenecji. W 1942 partyzanci z wyspy zostali przerzuceni na wybrzeże i dołączyli do oddziałów Josipa Broz Tito, które przyjmowały w swoje szeregi zarówno Serbów, jak i Chorwatów. W marcu 1943 w bitwie nad Neretwą (niem. Fall Weiss) między partyzantami Broz-Tity z jednej strony a wojskami niemieckimi, włoskimi, ustaszami i czetnikami z drugiej, straciło życie kilkudziesięciu mieszkańców wyspy.
16 sierpnia 1943 partyzanci napadli na oddział okupacyjny na wyspie i zabrali Włochom broń i sprzęt. 20 sierpnia, po kilku bezskutecznych żądaniach zwrotu zabranego sprzętu i ostrzeżeniach, Włosi zabrali 25 mieszkańców wyspy na przesłuchania, traktując ich również jako zakładników. 15 z nich Włosi wypuścili, 10 zostało skazanych i rozstrzelanych w okolicy Komižy, niedaleko skrzyżowania starej drogi do Visu i drogi do kościoła św. Mikołaja.
3 września Włochy podpisały zawieszenie broni z aliantami. Część broni włoskiej w Jugosławii przypadła oddziałom komunistów, którzy w tym okresie zaczęli też otrzymywać wsparcie od aliantów. Niektórzy z byłych żołnierzy Regio Esercito również przyłączyli się do partyzantów. Niemcy wkrótce wysłali na Bałkany dodatkowe oddziały i partyzanci po ciężkiej obronie stracili Brač, Hvar i Korčulę, udało im się natomiast utrzymać Vis, Biševo i Sv. Andrija. Partyzanci wcielili do swoich oddziałów wszystkich mężczyzn na Visie w wieku od 15 do 50 lat, a pozostali zostali wkrótce przetransportowani przez aliantów do obozów uchodźców w Aleksandrii.
Alianci, przekonani, że oddziały Broz Tity są w stanie utrzymać wyspy, przysłali wsparcie – najpierw kilkudziesięciu komandosów, potem oddziały marynarki wojennej pod dowództwem kapitana Thomasa George’a Fullera. Siły partyzantów i oddziały brytyjskie na wyspie były stopniowo wzmacniane. W styczniu 1944 dowódcą komandosów na Vis został podpułkownik Jack Mad Jack Churchill (zwany również jako Fighting Jack Churchill). Oficerem łącznikowym na wyspie był kapitan Randolph Churchill, syn Winstona Churchilla.
W lutym 1944 oddziały brytyjskie na Vis liczyły już 1000 żołnierzy, założono tutaj również szpital, a wkrótce potem lotnisko. Między 1 a 4 czerwca 1944 Jack Churchill poprowadził atak komandosów na wzgórze 622 na Brač, został ranny, schwytany przez Niemców i przewieziony do obozu koncentracyjnego Sachsenhausen. W październiku 1944 partyzanci, wspierani przez Brytyjczyków, zdobyli Split i baza na Visie stopniowo została zlikwidowana.
Po wojnie Vis stał się bazą wojskową i był niedostępny dla obcokrajowców aż do rozpadu Jugosławii. Miejscowi często odradzają turystom penetrowanie byłych baz wojskowych na wyspie (z okresu po II wojnie światowej), ponieważ mogą one wciąż być zaminowane. 20 lipca 2005, w wyniku eksplozji miny na terenie nieoznaczonym jako pole minowe, stracił stopę holenderski naukowiec, archeolog dr Tesse Djeder Stek.

## Kultura

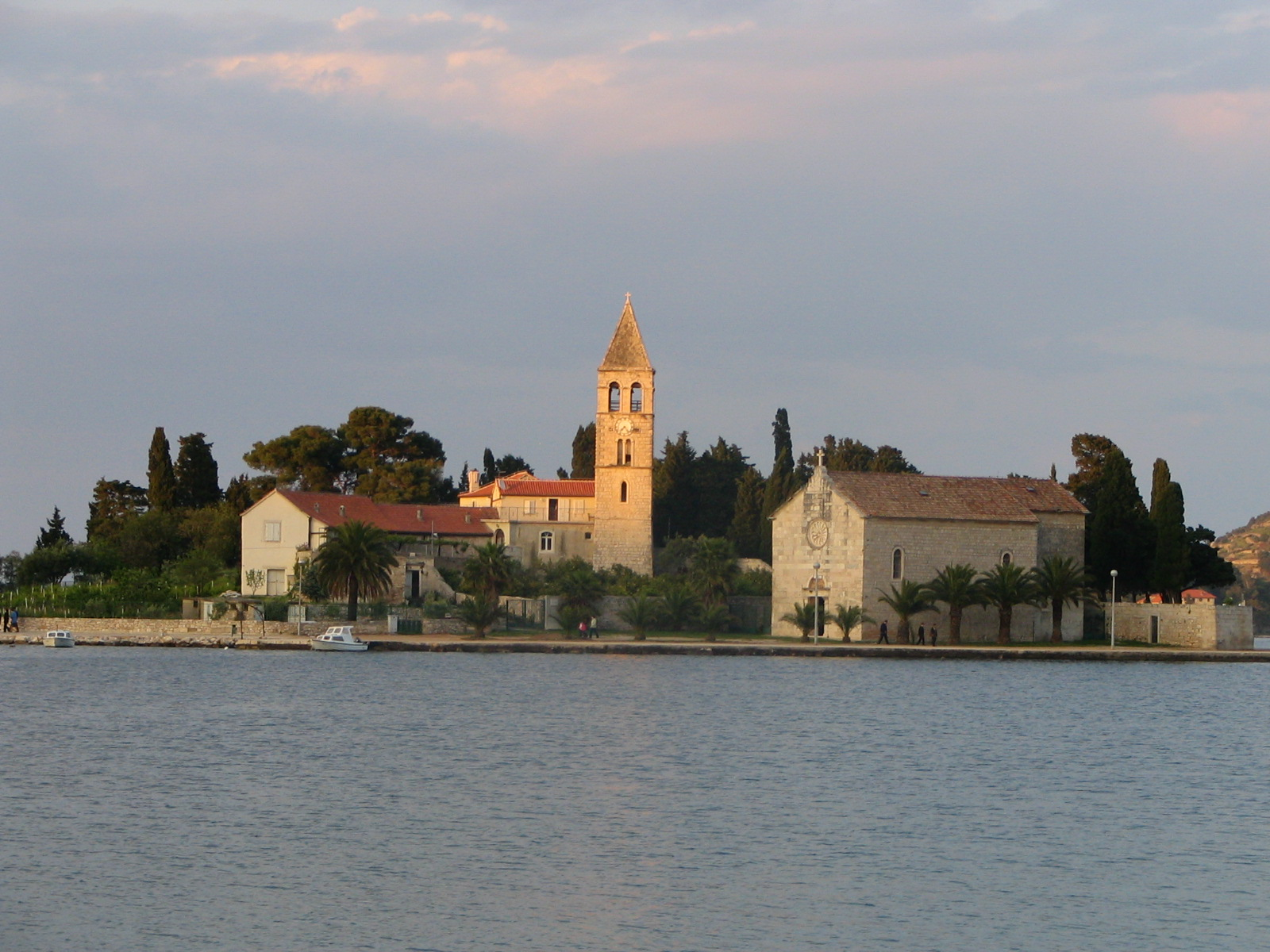
Franciszkański klasztor na półwyspie Prirovo (Prilovo) w mieście Vis

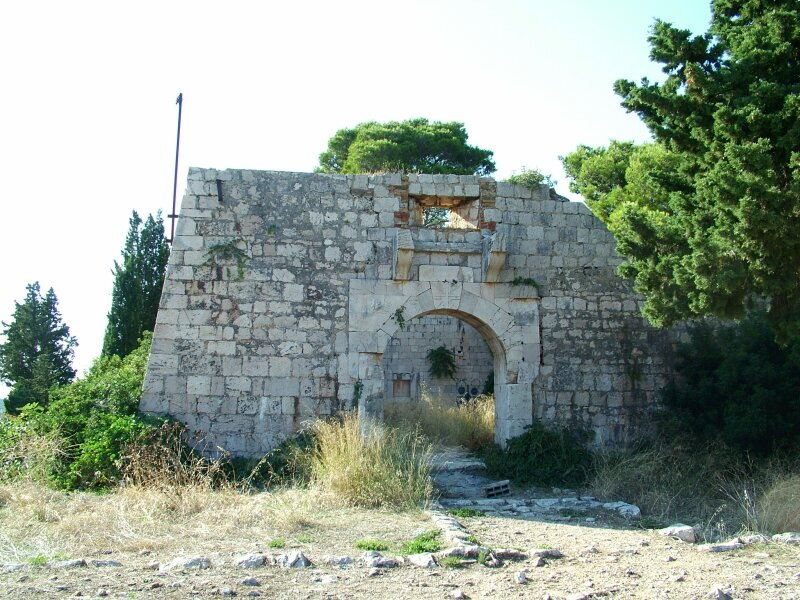
Fragment ruin brytyjskiego fortu st. George na Vis

### Zabytki

#### Miasto Vis
- Pozostałości antycznej Issy (termy, cmentarz, amfiteatr, fragmenty portu) w północno-zachodniej części miasta (Luka), w pobliżu klubu sportowego
- Kościoły
  - Franciszkański klasztor z XVI wieku na półwyspie Prirovo, znajdujący się niemal na środku zatoki św. Jerzego (Sv. Jurja)
  - Kościół świętego Cypriana we wschodniej części miasta
  - Kościół Gospe od Spilica, Matki Bożej z groty, nazwany tak ze względu na grotę znajdującą się pod fundamentami kościoła
- Fortece i umocnienia z różnych epok (m.in. największy: fort św. Jerzego na północ od miasta, umocnienia z czasów austriackich)

#### Miasto Komiža
- Klasztor Benedyktynów (św. Mikołaja) z XIII wieku, położony na wzniesieniu nad Komižą, pod górą Hum
- Cytadela w porcie z 1585 r.
- Trójnawowy kościół Matki Boskiej Pirackiej (Gusarica), budowany „w poprzek” (kościół jest szerszy niż dłuższy) między XVI a XVIII wiekiem, położony tuż nad morzem, na północno-zachodnim krańcu miasta.

#### Inne
- Kościółek św. Ducha prawdopodobnie z XV wieku, w pobliżu szczytu Hum
- Kościółki Gospe Od Planice (położony niżej) i sv. Mihovila (położony na przełęczy) przy drodze nr 6212 z Visu do Komižy

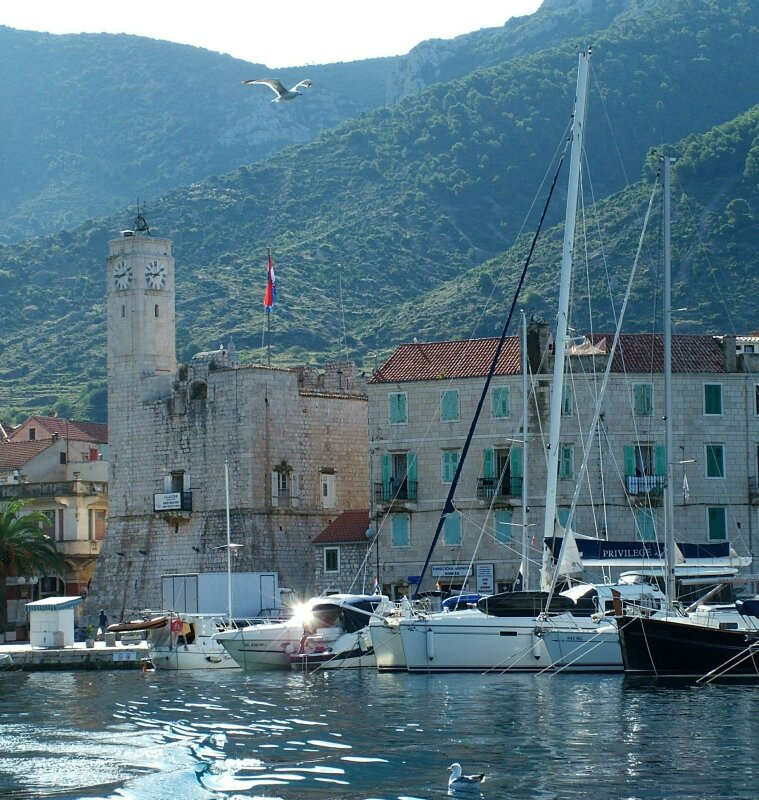
Muzeum rybackie w Komižy

### Muzea i galerie
Na wyspie są dwa muzea, muzeum rybackie w Komižy (w twierdzy w porcie, w pobliżu mola) oraz muzeum archeologiczno-etnograficzne w mieście Vis (w twierdzy Gospina batarija, zbudowanej przez Austriaków w XIX wieku). Ponadto w Komižy są galerie malarzy chorwackich Borisa Mardešića (otwarta w 1984 r.) i Đure Tiljka (otwarta w 1966 r.).

### Teatr i muzyka
Na Visie co roku organizowane są festiwale letnie, trwające od czerwca do września, w których zawsze biorą udział:
- Amatorski teatr z miasta Vis „Ranko Marinković”, założony w 1996 r.[43]
- Kobiecy zespół z Komižy „Ženska klapa Gusarica”
- Orkiestra dęta z miasta Vis, założona w połowie XIX wieku
- Tradycyjne chóry męskie z Komižy, śpiewające a cappella, które często można usłyszeć w porcie w Komižy

Od lat 80. XX wieku lat w Komižy istnieje międzynarodowa letnia szkoła baletowa, założona i prowadzona przez Jozo Borčića, specjalizująca się w balecie klasycznym i współczesnym (gł. jazz i pop). Na zakończenie roku szkolnego, pod koniec wakacji, szkoła organizuje otwarte pokazy tańca.

## Plaże

### Plaże kamieniste
- Kamenica w Komižy

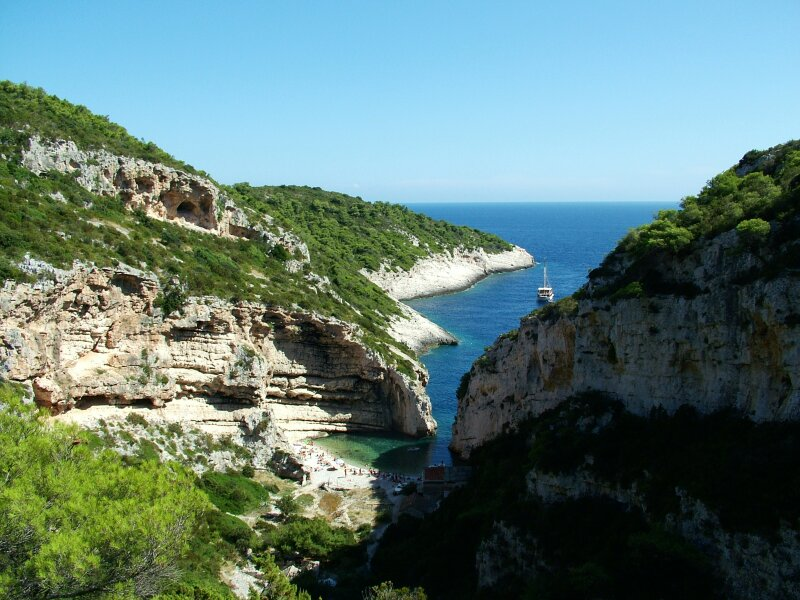
Zatoka Stiniva

- Perna na północno-zachodnim cyplu wyspy, w pobliżu półwyspu Barjaci
- Rukavac na południowo-wschodnim krańcu wyspy, naprzeciw wyspy Ravnik
- Srebrena w pobliżu miejscowości Rukavac
- Zatoka Stiniva w południowej części wyspy, w pobliżu miejscowości Marine Zemlje

### Plaże piaszczyste i piaszczysto-kamieniste
- Rogačić na północy wyspy, w pobliżu miasta Vis
- Zaglav w południowo-wschodniej części wyspy, blisko miejscowości Milna
- Burgujac w rejonie miejscowości Podstražje
- Stončica w północno-wschodniej części wyspy

Mapa wyspy z zaznaczonymi plażami

## Sport
Vis to lokalne centrum nurkowe – są tutaj przynajmniej trzy znane kluby nurkowe, dwa w Komižy i jeden w mieście Vis. Główne atrakcje to wycieczki połączone z nurkowaniem do wraków statków (wrak Teti z 1930 na głębokości 10–33 m koło półwyspu i wysepki Barjak, Vassilios T z 1939 na głębokości 25–45 m w rejonie płw. Stupišće). Ze względu na wyjątkowo dużą, nawet jak na Adriatyk, przejrzystość wody, jest to również dobre miejsce do uprawiania freedivingu.
W rejonie góry Hum uprawiane jest paralotniarstwo, natomiast na całej wyspie jest wiele dróg rowerowych, częściowo wymagających i dość trudnych (zwł. rejon góry sv. Blaž i Široko Brdo – ciekawe trasy, tylko dla rowerów górskich).
W Komižy oraz w mieście Vis znajdują się kręgielnie i bowling kluby. Ponadto w Visie są następujące kluby sportowe:
- Klub krykietowy imienia sir Williama Hoste (zwycięzcy bitwy morskiej pod Vis w 1811 r.)
- Klub tenisa stołowego
- Klub rekreacyjno-sportowy ŠRC Issa
- Klub piłkarski Vis
- Klub jachtowy Vis

Do tradycji należy organizowanie regat na wyspie – w 2007 są to 16. „regaty Komiža” oraz 63. „regaty Vis”, organizowane przez klub jachtowy Labud ze Splitu. Więcej o pochodzeniu tradycyjnych regat w Komižy można przeczytać w dziale rybołówstwo.

## Edukacja
W obu miastach wyspy są szkoły podstawowe. Szkoła średnia imienia Antuna Matijaševica – Karamaneo (rok zał. 1975) jest w mieście Vis, natomiast w Komižy jest oddział tej szkoły. Do lat 60. XX wieku we wsiach Podselje, Podstražje i Marine Zemlje były szkoły podstawowe, które zostały jednak zlikwidowane ze względu na emigrację mieszkańców i wynikający stąd brak uczniów.

## Gospodarka
Gospodarka wyspy Vis jest oparta na winiarstwie, rybołówstwie oraz rozwijającej się szybko turystyce. Na wyspie uprawiane są również oliwki, figowce, migdałowce, pomarańcze i cytryny.

### Uprawa winorośli
Około 20% powierzchni jest zajęte przez winnice, główne regionalne szczepy winne na wyspie to Plavac Mali (winnice w miejscowościach Milna, Podstražje, w okolicach przysiółków Smokovo i Stončica, w rejonie zatoki Zaglav, i na wyspie Biševo), Kurteloška (prawie zupełnie wyparte przez szczep Kuč) i Vugava, zwany przez miejscowych Bugava, symbol winiarstwa na wyspie Vis, uprawiany głównie w okolicach miasta Komiža. Wino pochodzące z wyspy Vis jest znane od czasów starożytnych – w II w. p.n.e. grecki kronikarz Agatarhid opisał je jako „lepsze od innych”. Część winogron zbierana jest bardzo późno i dodatkowo podsuszana na słońcu – robi się z nich bardzo słodkie i mocne wino Prošek, znane również w innych częściach Dalmacji.
Produkcja wina wynosi 70 000 do 80 000 baryłek rocznie. Obecnie mieszkańcy produkują większość wina na własne potrzeby, ze względu na niskie ceny skupu wina przez państwo.

### Rybołówstwo

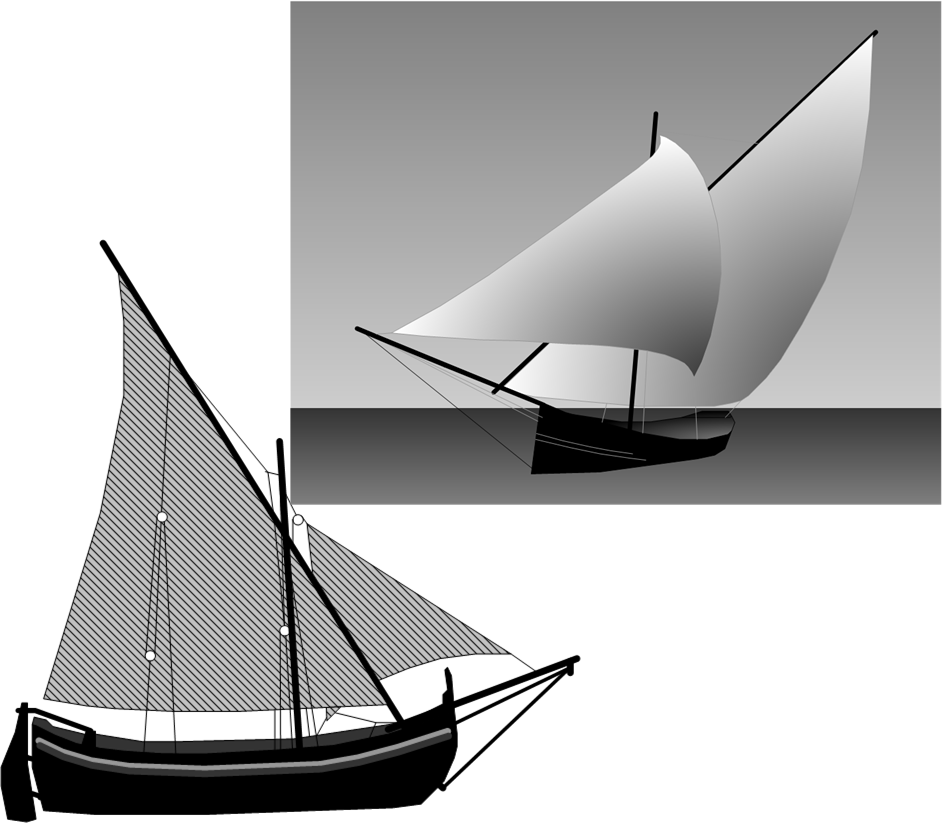
Szkic łodzi typu falkuša, wykonany na podstawie kopii łodzi

Rybołówstwo było do niedawna najważniejszą gałęzią gospodarki na wyspie. Ma tutaj bardzo długą tradycję. Już w XVI wieku Wenecjanie pobierali od Komižy podatek za „handel solonymi sardelami” w wysokości 4000 dukatów rocznie. W XVII wieku zaprojektowano i zbudowano tutaj 9-metrową łódź zwaną falkuša, która przez następne 300 lat była najlepszą łodzią rybacką ze względu na swoją szybkość i wytrzymałość. Załogę falkušy stanowiło 5 osób, była wyposażona w 4 wiosła, łatwy w demontażu maszt, bukszpryt i około 120 m² żagli (żagiel łaciński i coś w rodzaju lugra). Falkuša mogła pomieścić 25 baryłek soli, 80–100 pustych baryłek przeznaczonych na solone sardynki, 5 sieci, 2 baryłki wody, oliwę, wino, drewno na opał i inne zapasy. Jej ładowność wynosiła około 6 ton.
Najważniejszym miejscem połowów dla miejscowych rybaków był płytki akwen w okolicach wyspy Palagruža, odległej o 42 mile morskie na południowy wschód od Visu. Żegluga na Palagružę prowadzi przez otwarte morze i na małych łodziach rybackich, pozbawionych silnika, nie należała do łatwych. Między wyspami wieją niekiedy niebezpieczne sirocco, ale również łagodne w tym rejonie wiatry mistral, które pozwalały na przebycie falkušą dystansu Komiža – Palagruža w ciągu 5 godzin z szybkością 8–9 węzłów. Jeśli na morzu panowała cisza, czas żeglugi na łowisko wydłużał się do 10–15 godzin. Zazwyczaj w sezonie w okolicach Palagružy łowiło 50–100 falkušy, każda z nich przez około 3 tygodnie. Na wyspie Palagruža nie ma dość powierzchni do biwakowania dla 250–500 rybaków, stąd wybór najlepszych miejsc należał do załóg, które przybyły na łowisko jako pierwsze. Stąd również wzięła się trwająca przez stulecia tradycja regat łodzi typu falkuša, które były organizowane do 1936 r. Regaty rozpoczynał wystrzał armatni z wieży w porcie Komiža, a ich wynik decydował również o sposobie podziału najlepszych łowisk.
W najlepszych latach na Visie produkowano 15 000–25 000 baryłek solonych sardynek rocznie. W 1911 liczba łodzi rybackich typu falkuša na Visie wynosiła 264, zaś liczba profesjonalnych, zarejestrowanych rybaków – 1540. W tym czasie inne wioski rybackie w rejonie dysponowały zwykle około 50 łodziami, które nie mogły się równać z flotyllą rybacką na Vis.
Falkušy używano powszechnie na Vis do 1950. Ostatnia zatonęła w czasie sztormu w 1986, a jej szczątki i kompletne wyposażenie można podziwiać w muzeum rybackim w Komižy. Replikę falkušy można było oglądać między innymi na wystawie EXPO w Lizbonie w 1998 r. Obecnie na wyspie jest tylko kilkudziesięciu profesjonalnych rybaków, przy czym 9 mieszka w mieście Vis i 50 w Komižy.
W pobliskich wodach poławia się przede wszystkim sardynki, makrele i ryby z rodziny sardelowatych.

### Turystyka

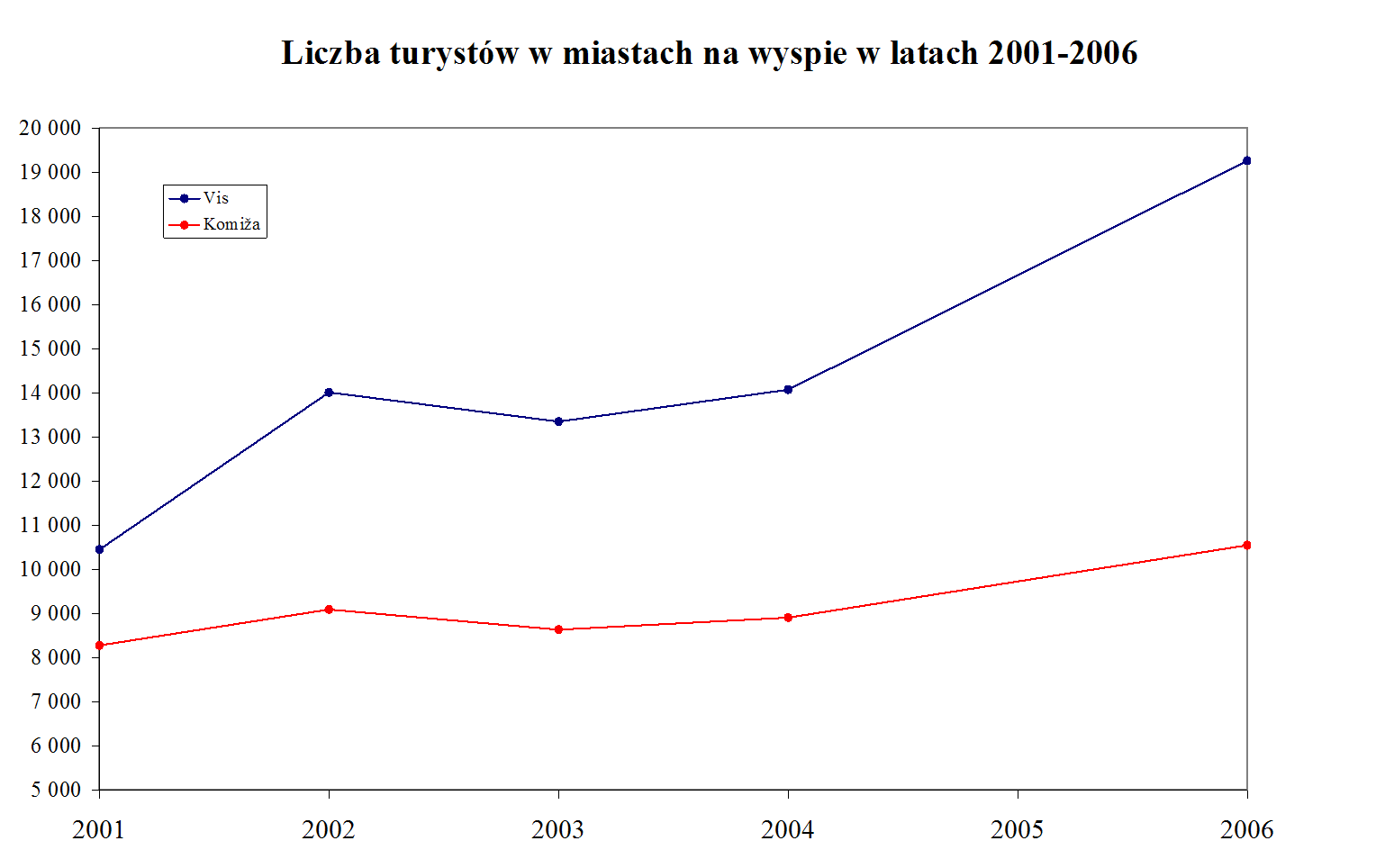
Liczba turystów w miastach na wyspie w latach 2001–2006

Upadek rybołówstwa należy wiązać z rozwojem turystyki. Część łodzi używanych do przewożenia turystów na Biševo to przebudowane łodzie rybackie. Z roku na rok na wyspę przybywa coraz więcej turystów, poszukujących tutaj przede wszystkim ciszy i spokoju. Między styczniem a grudniem w 2003 r. do miasta Vis przyjechało 13347 turystów, w tym 7852 obcokrajowców. Dla Komižy te liczby wynoszą odpowiednio 8633 i 5342. W tym samym okresie 2006 r. liczba turystów wzrosła do 19259 (10189 obcokrajowców) w przypadku miasta Vis oraz 10548 (5697) dla Komižy.
Na wyspie są tylko dwa hotele, Hotel Issa w Visie (zbudowany w latach 70. XX wieku) i Hotel Biševo w Komižy (zbudowany w latach 70. XX wieku jako hotel rządowy, 5-piętrowy, mieści około 300 osób). Turyści zatrzymują się głównie w prywatnych domach i pensjonatach. W obu miastach są biura informacji turystycznej: w Komižy w pobliżu mola, natomiast w Visie w zachodniej części miasta, niedaleko portu promowego.

### Transport i sieć dróg
Wyspa Vis ma stosunkowo niewiele połączeń promowych, głównie ze względu na dużą odległość od wybrzeża dalmatyńskiego i włoskiego. Obecnie (2007 r.) można tam dopłynąć ze Splitu, Ancony, Korčuli i Rijeki. Z Komižy, jeśli tylko pogoda na to pozwala, regularnie kursują łodzie na Biševo. Na wyspie nie ma portu lotniczego, chociaż w czasie II wojny światowej lądowały tutaj samoloty aliantów. Najbliższe lotnisko międzynarodowe, obsługiwane przez 16 linii lotniczych, jest w Splicie. Z Polski bezpośrednie połączenia lotnicze do Splitu są w sezonie letnim z Warszawy, Krakowa i Gdańska.
Na wyspie kursuje autobus z miasta Vis do Komižy, zsynchronizowany z promem Jadrolinii między Splitem a portem w mieście Vis. Jest to w zasadzie jedyny środek komunikacji publicznej na wyspie. W sezonie letnim funkcjonuje tutaj natomiast wiele biur wynajmujących samochody (również kabriolety) i skutery.
Drogi nr 117 (stara cesta) i 6212 (nova cesta), łączące główne miasta, mają nawierzchnię w dobrym stanie (szczególnie droga powiatowa 6212), chociaż nad zatoką Komiža droga nr 117 jest niebezpieczna (brak pobocza) i prowadzi nad przepaściami. Pozostałe drogi na wyspie to:

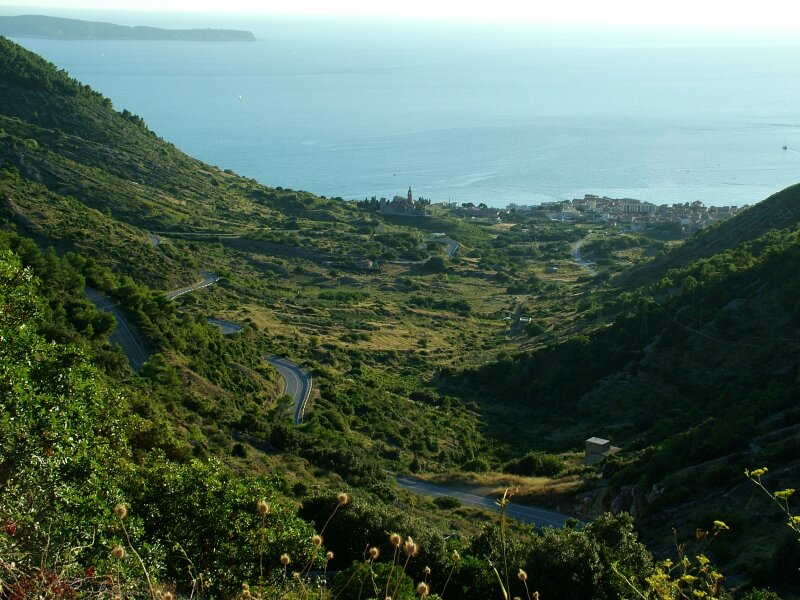
Stromy fragment drogi nr 6212 z Visu do Komižy, w dole Komiža

- Plisko Polje – Podstražje – Milna – Vis, nawierzchnia asfaltowa, częściowo stan zły, częściowo w remoncie, częściowo, od strony Vis – stan dobry
- Podstražje – Rukavac, nawierzchnia asfaltowa, stan zły (2006 r.)
- Plisko Polje – Marinje Zemlje – Dračevo Polje, nawierzchnia asfaltowa, stan zły
- Vis – Rogačić, fragment nawierzchni asfaltowej, stan dobry, potem droga szutrowa
- Podšpilje – Žena Glava – Hum, nawierzchnia asfaltowa, stan dobry, droga miejscami jest bardzo stroma
- Droga prowadząca do miejscowości Oključna, nawierzchnia asfaltowa na krótkim odcinku na początku drogi, potem nawierzchnia szutrowa

Centrum miasta Vis jest częściowo zamknięte dla ruchu samochodowego, z wyjątkiem aut mieszkańców. Podobnie jest w przypadku Komižy – auta należy pozostawić na płatnym parkingu strzeżonym w północnej części miasta lub pod klasztorem Benedyktynów.

## Znani ludzie związani z wyspą Vis
- Joško Božanić (ur. 29 X 1948 na Vis) – poeta, profesor, dziekan Wydziału Filozofii na Uniwersytecie w Splicie[55]
- Ivan Farolfi (ur. 14 1892 na Vis, zm. 30 IV 1945) – polityk
- Jakša Fiamengo (ur. 26 XI 1946 na Vis) – chorwacki poeta, pisarz i dziennikarz[56]
- Boris Mardesic (ur. 1 VI 1922 na Vis) – malarz[57]
- Ranko Marinković (ur. 22 II 1913 na Vis, zm. 28 I 2001) – pisarz i scenarzysta
- Vlaho Paljetak (ur. 7 VIII 1893, zm. 2 X 1944) – pieśniarz i kompozytor, nauczyciel na Visie
- Vesna Parun (ur. 10 kwietnia 1922) – popularna piosenkarka i poetka, wychowanka szkoły na Vis
- Miljenko Smoje (ur. 14 II 1923, zm. 25 X 1995) – pisarz, dziennikarz i scenarzysta, pracował również jako nauczyciel na Vis
- Andrija Vitaljić (ur. 1652 na Vis, zm. 1737) – pisarz i biskup
- Ivan Pavao Vlahović (ur. 23 XI 1825 na Vis, zm. 11 I 1899) – lekarz, filozof, profesor i rektor Uniwersytetu w Padwie

### Opracowania
1. Zuzanna Brusić, Salomea Pamuła, „Chorwacja. W kraju lawendy i wina”, przewodnik po Chorwacji, wyd. Bezdroża, Kraków 2006
2. Sanda Vojkovic, „Vis otok tajni”, VF 1997
3. David Felando, „Komiza – Land of My Forefathers”, San Clemente CA, 2005